# Matsucoccus resinosae
Matsucoccus resinosae är en insektsart som beskrevs av Bean 1955. Matsucoccus resinosae ingår i släktet Matsucoccus och familjen pärlsköldlöss. Inga underarter finns listade i Catalogue of Life.